# Parias malcolmi
Parias malcolmi är en ormart som beskrevs av Loveridge 1938. Parias malcolmi ingår i släktet Parias och familjen huggormar. IUCN kategoriserar arten globalt som nära hotad. Inga underarter finns listade i Catalogue of Life. The Reptile Database listar arten i släktet Trimeresurus.
Arten förekommer i bergstrakter på Borneo som tillhör Malaysia. Utbredningsområdet ligger 1000 till 1700 meter över havet. Individerna vistas främst på marken men de kan klättra i växtligheten.